# Isolde Liebherr
Isolde Mathilde Liebherr, född 10 juli 1949, är en tysk-schweizisk entreprenör och vice ordförande i Liebherr.

## Liv och utbildning
Liebherr föddes i Memmingen och växte upp i Kirchdorf och Biberach. Hon var dotter till Hans Liebherr, som grundade företaget Liebherr 1949. Hon har en examen i ekonomi och har uppnått den akademiska examen Diplom-Kauffrau.
Hon är mamma till tre döttrar och bor i Bulle i Schweiz.

## Hästhoppning
Liebherr har ett stort intresse i hästhoppning. Hon ägde bland annat Tinka's Boy, som reds av Markus Fuchs. Hennes systerdotter, Christina Liebherr tog bronsmedalj vid de olympiska spelen 2008 med det schweiziska hoppningslaget.